# Mårbackapriset
Mårbackapriset är en utmärkelse, som sedan 1972 delas ut vartannat år av Mårbackastiftelsen.
"Pristagaren utses bland svenska eller utländska kulturarbetare, forskare, författare, konstnärer, musiker, representanter för teater, film, förlag, press m. m. Pristagaren skall ha anknytning till Selma Lagerlöfs författarskap eller de trakter, i vilken hon levat och verkat, eller företräda någon av de intresseriktningar, som var hennes."  (§ 5 i stadgarna för Mårbackapriset)

## Pristagare
- 1972 – Tove Jansson, finländsk författare
- 1974 – Johan Bergenstråhle, svensk regissör
- 1976 – Göran Tunström, svensk författare
- 1978 – Erland Lagerroth, svensk litteraturvetare
- 1980 – Kerstin Ekman, svensk författare
- 1982 – Karl Olof Olsson, intendent på Mårbacka
- 1984 – Inget pris delades ut
- 1986 – Bengt Lagerkvist, svensk regissör
- 1988 – Östra Emterviks hembygdsförenings teaterverksamhet
- 1990 – Henrik Wivel, dansk kulturjournalist
- 1992 – Håkan Hagegård, svensk operasångare
- 1994 – Rolf Edberg, svensk författare
- 1996 – Rolf Ekéus, svensk diplomat
- 1998 – Vigdís Finnbogadóttir, isländsk politiker
- 2000 – Ulla-Britta Lagerroth, svensk litteraturvetare
- 2002 – Ying Toijer-Nilsson, svensk litteraturvetare
- 2004 – Karin Söder, svensk politiker
- 2006 – Leif Stinnerbom, svensk teaterregissör
- 2008 – Jan Eliasson, svensk diplomat och politiker
- 2010 – Maj Bylock, svensk författare
- 2012 – Anne Marie Bjerg, dansk översättare
- 2014 – Matti Bye, svensk musiker och kompositör
- 2016 – Ebba Witt-Brattström, svensk litteraturvetare och författare
- 2018 – Peter Englund, svensk författare och historiker
- 2020 – Birgitta Holm, svensk litteraturvetare och författare
- 2022 – Lars Lerin, konstnär
- 2024 – Kristina Lindström, domumentärfilmare